# Новосельск
Новосельск— деревня в Манском районе Красноярского края в составе Камарчагского сельсовета.

## География
Находится в примерно в 19 километрах по прямой на северо-запад от районного центра села Шалинское.

## Климат
Климат резко континентальный с холодной, продолжительной зимой и коротким жарким летом. Средние температуры июля и августа не опускаются ниже 17,6 °С. Периоды с температурой выше 0 и 10 °С имеют продолжительность, соответственно 183 и 103 дня. Длительность безморозного периода не превышает 83 дня. Относительная влажность воздуха довольно высокая. Средняя температура января −18,2°С, июля +19,1 °С. Абсолютный минимум температур — 53 °С, максимум +36 °С. Среднее количество осадков, выпадающих с ноября по март — 85 мм, с апреля по октябрь — 369 мм. Появление устойчивого снежного покрова приходится на октябрь — ноябрь. Средняя дата образования устойчивого снежного покрова 2 ноября. Средняя высота снежного покрова за зиму 29 см..

## История
Основан в 1900 году. В 1926 году отмечено 493 жителя.

## Население
Постоянное население составляло 132 человек в 2002 году (98 % русские), 92 в 2010.

## Инфраструктура
Железнодорожная станция Таёжный Красноярской железной дороги.